# Puntería (canción)
«Puntería» es una canción de la cantautora colombiana Shakira y la rapera y cantante estadounidense Cardi B. Fue lanzado el 22 de marzo de 2024 a través de Sony Music Latin, como el sexto sencillo del duodécimo álbum de estudio de Shakira, Las mujeres ya no lloran (2024).

## Antecedentes y lanzamiento
En mayo de 2023, se rumoreó que Shakira y Cardi B tenían una colaboración juntas, y que una canción de ambas había sido filtrada que llevaba por nombre «Estoy lamida». Dos meses más tarde, en julio, se reveló que Cardi B conoció a Shakira en París, asistiendo como invitada a varios desfiles en el Marco de la Semana de la Moda.
El 15 de febrero de 2024, Shakira reveló oficialmente su nuevo álbum titulado Las mujeres ya no lloran. Los rumores persistían sobre la posible aparición de ambas cantantes en el álbum. No fue hasta el 29 de febrero de ese mismo año que Shakira reveló las canciones del álbum; allí, «Puntería» se encontraba como la primera pista, siendo precisamente en esta canción donde ambas cantantes colaboran. Semanas después, Shakira compartió un adelanto de la canción y video musical a través de su canal oficial de WhatsApp el 16 de marzo.

## Música y letra
Musicalmente, «Puntería» es una canción que mezcla electropop con elementos de synthwave y música disco. Líricamente, «Puntería» explora temas de deseo, atracción y la inevitabilidad de enamorarse de alguien que sabe como apuntar a tus vulnerabilidades.

## Recepción de la crítica
Billboard nombró a «Puntería» como la quinta mejor canción del álbum y elogió la «energía contagiosa y la química innegable» entre las dos artistas. Sintieron que los oyentes apreciarían el «flujo sin esfuerzo» de Shakira, así como la «inconfundible arrogancia de chica mala» de Cardi B, que, en su opinión, elevaba la canción.
Para Cardi B, colaborar con Shakira en esta canción es un «sueño cumplido» ya que se sentía muy alegre de haber colaborado con ella.

## Video musical
El video musical fue dirigido por Hannah Lux Davis y fue lanzado en simultáneo con el álbum y sencillo el 22 de marzo de 2024 en el canal oficial de YouTube de Shakira.
Sinopsis
El video comienza cuando Shakira canta sentada dentro de una burbuja, con un bikini aguamarina y una pieza de brillantes y flecos. Al final del primer estribillo, se ve a Shakira lanzando una flecha a uno de los centauros y éste se desmaya acabando herido en la derecha del pecho. En el 2º estribillo, vemos a Shakira cantando sentada en una flor rosa, cuando ella está vestida de rosa y con el pelo rosa. Después, Shakira baila con Cardi B en un traje rosa parecido al del inicio, pero sin brillantes ni flecos. El video finaliza con los centauros en una bola rosa que luego desaparece en un fondo rosa.

## Versiones
«Puntería» tiene dos versiones; la versión principal, que también se utiliza en el vídeo musical, aparece en las versiones en CD del álbum, mientras que una versión en vinilo está disponible en su lugar en las ediciones en vinilo del álbum. La versión en vinilo está disponible en streaming y las versiones digitales del álbum como tema de cierre.
La versión principal presenta a Cardi B cantando y rapeando en español e inglés, mientras que la versión en vinilo presenta a Cardi B cantando y rapeando solo en español.

## Charts
| Chart (2024)                                             | Peak position |
| -------------------------------------------------------- | ------------- |
| Argentina (Argentina Hot 100)                            | 61            |
| Argentina Argentina Airplay (Monitor Latino)             | 1             |
| Bielorrusia Belarus Airplay (TopHit)                     | 57            |
| Bélgica (Valonia) (Ultratop 50)                          | 47            |
| Bolivia (Monitor Latino)                                 | 10            |
| Brasil Brazil Airplay (Crowley Charts)                   | 65            |
| Brasil Brazil International Pop Airplay (Crowley Charts) | 3             |
| Brasil Brazil Latin Airplay (Crowley Charts)             | 1             |
| Chile (Monitor Latino)                                   | 4             |
| CIS (TopHit Airplay)                                     | 43            |
| Colombia (Billboard)                                     | 14            |
| Colombia (Monitor Latino)                                | 5             |
| Costa Rica (Monitor Latino)                              | 11            |
| República Dominicana (Monitor Latino)                    | 17            |
| Ecuador (Monitor Latino)                                 | 3             |
| Estonia Estonia Airplay (TopHit)                         | 92            |
| Global 200 (Billboard)                                   | 69            |
| Japón Japan Hot Overseas (Billboard Japan)               | 16            |
| Kazajistán Kazakhstan Airplay (TopHit)                   | 93            |
| Lituania Lithuania Airplay (TopHit)                      | 11            |
| México (Monitor Latino)                                  | 19            |
| Nueva Zelanda New Zealand Hot Singles (RMNZ)             | 34            |
| Panamá (PRODUCE)                                         | 6             |
| Perú (Monitor Latino)                                    | 5             |
| Polonia (Polish Airplay Top 100)                         | 7             |
| Rumania Romania Airplay (TopHit)                         | 39            |
| España (PROMUSICAE)                                      | 37            |
| Suiza (Schweizer Hitparade)                              | 62            |
| Reino Unido (UK Download Chart)                          | 76            |
| Reino Unido UK Singles Sales (OCC)                       | 81            |
| Estados Unidos (Billboard Hot 100)                       | 72            |
| Estados Unidos (Hot Latin Songs)                         | 3             |
| Estados Unidos (Latin Airplay)                           | 1             |
| Estados Unidos (Latin Pop Airplay)                       | 1             |
| Estados Unidos (Rhythmic)                                | 22            |
| Venezuela (Record Report)                                | 23            |